# Hitler und die Nazis: Das Böse vor Gericht
Hitler und die Nazis: Das Böse vor Gericht ist der Titel einer sechsteiligen dokumentarischen Fernsehserie mit Spielfilmelementen. Die Serie ist seit dem 5. Juni 2024 auf dem Streaming-Anbieter Netflix zu sehen.

## Handlung
Im Mittelpunkt der Handlung stehen Aufstieg und Fall des Nationalsozialismus und ebenso die Karriere Adolf Hitlers vom unbekannten Soldaten des Ersten Weltkriegs zum Reichskanzler des Dritten Reichs.
Neben den Spielfilmszenen kommen auch Experten zum Thema in Interviews zu Wort, darunter Omer Bartov, Benjamin Carter Hett, Devin O. Pendas und der Autor der renommierten Buchtrilogie zum Dritten Reich, Richard J. Evans.

## Episoden
1. Die Entstehung des Bösen
2. Der Aufstieg des Dritten Reichs
3. Hitler an der Macht
4. Der Weg ins Verderben
5. Verbrechen gegen die Menschlichkeit
6. Die Abrechnung